# Esperanto Filmoj
Esperanto Filmoj è una casa di produzione cinematografica statunitense con sede a Sherman Oaks, di proprietà del regista messicano Alfonso Cuarón.
Il nome è un tributo alla lingua esperanto e al movimento esperantista, di cui il regista è simpatizzante, e si ispira a una citazione di Guillermo del Toro, che ha definito il cinema "il nuovo Esperanto".

## Produzione

### Cinema
- Temporada de patos, regia di Fernando Eimbcke (2004)
- Crónicas, regia di Sebastián Cordero (2004)
- The Assassination (The Assassination of Richard Nixon), regia di Niels Mueller (2004)
- Il labirinto del fauno (El laberinto del fauno), regia di Guillermo Del Toro (2006)
- Año uña, regia di Jonás Cuarón (2007)
- Rudo y Cursi, regia di Carlos Cuarón (2008)
- Gravity, regia di Alfonso Cuarón (2013)
- Roma, regia di Alfonso Cuarón (2018) - In co-produzione con Participant Media e Netflix)
- Le streghe (The Witches), regia di Robert Zemeckis (2020)

### Televisione
- Believe - serie TV (2014) - In co-produzione con Bad Robot Productions e Warner Bros. Television)

### Cortometraggi
- The Possibility of Hope, regia di Alfonso Cuarón (2007)
- The Shock Doctrine, regia di Jonás Cuarón (2007)
- Le pupille, regia di Alice Rohrwacher (2022)